# ابن البناء المراكشي
أَبُو اَلْعَبَّاسْ أَحْمَدْ بْنْ مُحَمَّدْ بْنْ عُثْمَانْ اَلْأَزْدِيّ المعروف بِابْنِ اَلْبِنَاءِ اَلْمَرَاكِشِيَّ (654 هـ - 721 هـ / 1256 - 1321م)، عالم مغربي برز بصفة خاصة في الرياضيات والفلك والطب، وكان متفننا في علوم جمة، كالتنجيم، والعلوم الخفية. قضى أغلب فترات حياته بمراكش، وهو معاصر للدولة المرينية. أسس ابن البنا المراكشي مدرسة علمية مهمة في المغرب، أكبّت على مدى قرون على تدريس مؤلفاته وشرحها وتداولها في مختلف جامعات العالم. وأطلق اسمه مؤخرًا على فوهة بركانية على سطح القمر.

## مسيرته
ولد في مدينة مراكش وعرف بابن البناء نسبة لجده الذي احترف مهنة البناء.
قضى أغلب فترات حياته في مسقط رأسه في مراكش، ولذا نسب إليها، وبها درس النحو والحديث والفقه، ثم ذهب إلى فاس ودرس الطب والفلك والرياضيات. وكان من أساتذته ابن مخلوف السجلماسي الفلكي، وابن حجلة الرياضي. وقد حظي ابن البناء بتقدير ملوك الدولة المرينية في المغرب الذين استقدموه إلى فاس مراراً. وتوفي في مدينة مراكش عام 721هـ/1321م.

## شيوخه وأساتذته
تلقي علوم العصر من لغة وشريعة وفقه في مدينتي مراكش وفاس علي يد مجموعة من علماء العصر من أمثال ابي اسحاق الصنهاجي وأبي بكر الفلوسي وأبي موسي الشرناتي. في الفلك ابن مخلوف السجلماسي الفلكي. في فاس تلقي علوم الرياضيات علي يد معلمه ابن حجلة، وظهر نبوغه منذ سن مبكر، فكرس حياته لتعلم علوم الرياضيات من حساب وجبر وهندسة.

## إسهاماته العلمية

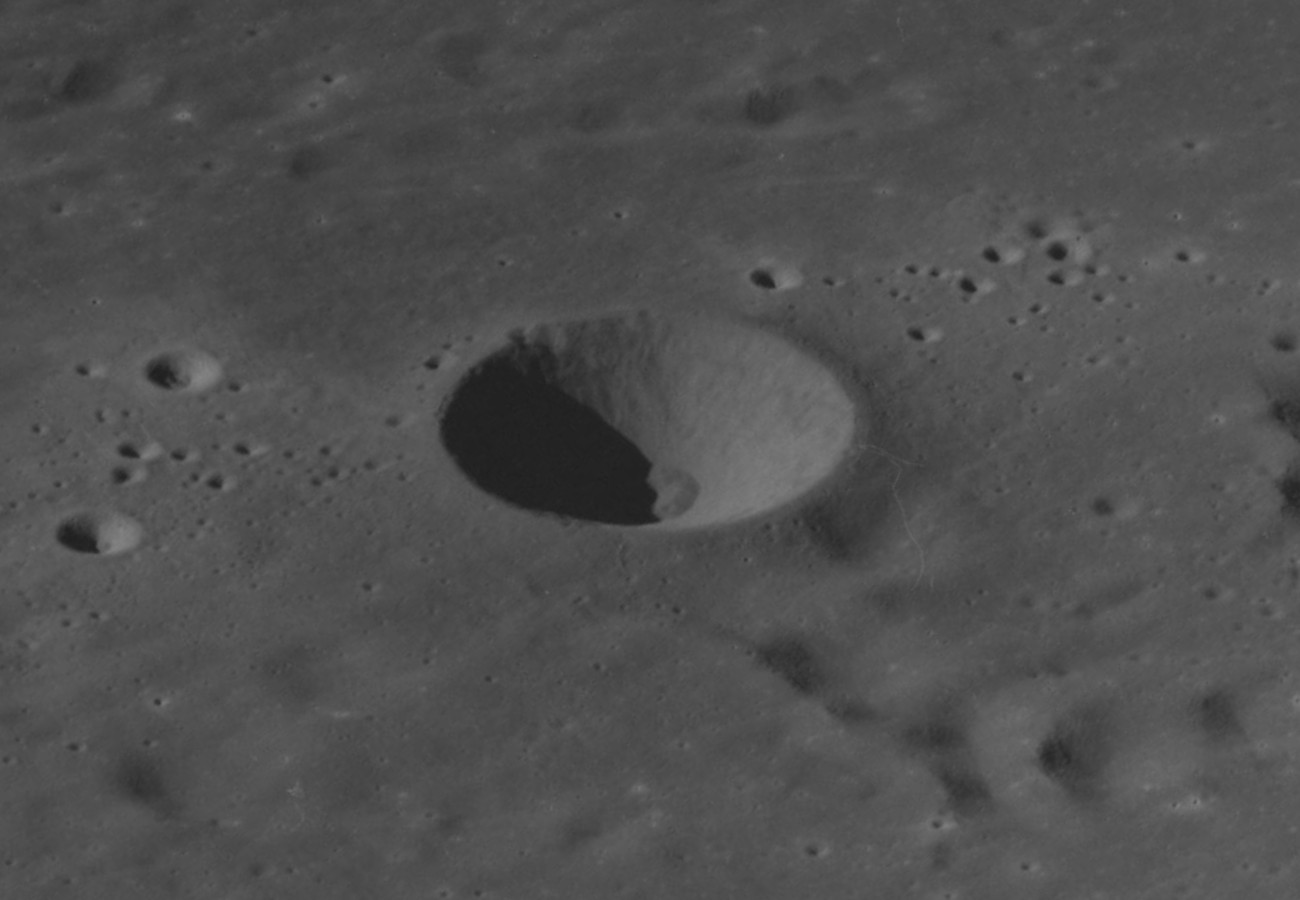
فوهة المراكشي القمرية، سُميت تيمُنًا به.

اكسبه اشتغاله بالرياضيات شهرة عظيمة بين معاصريه، فنال الحظوة في بلاط دولة بني مرين في فاس فكانوا يستدعونه لإلقاء دروس الحساب والهندسة والجبر. كما اشتهر بالاعتماد على الأرقام الهندية والأرقام الغبارية، كما اشتهر بالجوانب التطبيقية في علم الحساب والموسيقي.
من إسهامات ابن البناء في الحساب أنه أوضح النظريات الصعبة والقواعد المستعصية، وقام ببحوث مستفيضة عن الكسور، ووضع قواعد لجمع مربعات الأعداد ومكعباتها، وقاعدة الخطأين لحل معادلات الدرجة الأولى، والأعمال الحسابية، وأدخل بعض التعديل على الطريقة المعروفة «بطريقة الخطأ الواحد» ووضع ذلك على شكل قانون.
جاء في دائرة المعارف الإسلامية أن ابن البناء قد تفوق على من سبقه من علماء الإسلام في الشرق في علوم الرياضيات وخاصة في حساب الكسور.

## مؤلفاته
ترك لنا ابن البناء العديد من المؤلفات بلغ عددها اثنين وثمانين مؤلفا كان أكثرها في علم الحساب والرياضيات والهندسة والجبر والفلك والتنجيم، ضاع أغلبها ولم يبق إلا القليل منها وأشهرها:
- كتاب تلخيص أعمال الحساب: يعتبره «سمث» و«سارطون» بأنه من أحسن الكتب التي ظهرت في الحساب. وقد ظل الغربيون يعملون به إلى نهاية القرن السادس عشر للميلاد، وكتب كثير من علماء الإسلام شروحاً له، واقتبس منه علماء الغرب، كما اهتم به علماء القرنين التاسع عشر والعشرين. وقد ترجم إلى الفرنسية عام 1864 م على يد مار Marre، ونشرت ترجمته في روما. وقد أعاد ترجمته إلى الفرنسية الدكتور محمد سويسي، ثم نشر النص والترجمة مع تقديم وتحقيق سنة 1969.
- مقالات في الحساب، وهو بحث في الأعداد الصحيحة والكسور والجذور والتناسب.
- الأصول والمقدمات في الجبر والمقابلة.
- كتاب الفصول في الفرائض.
- رسالة في المساحات.
- كتاب الأسطرلاب واستعماله.
- كتاب اليسارة في تقويم الكواكب السيارة.
- منهاج الطالب في تعديل الكواكب، وقد حقق المستشرق الإسباني فيرنه خينس مقدمة الكتاب وبعض فصوله وترجمها إلى الإسبانية سنة 1952.
- كتاب أحكام النجوم.
- رسالة في الجذور الصم وجمعها وطرحها.
- قياس السطوح.
- مدخل إلي إقليدس.

رفع الحجاب عن وجوه أعمال الحساب تحقيق وتقديم ودراسة فلسفية لمحمد أبلاغ، منشورات كلية الآداب والعلوم الإنسانية، ظهر المهراز فاس، 1994.
وقد صدر للأستاذين محمد أبلاغ وأحمد جبار كتاب بعنوان «حياة ومؤلفات ابن البنا» ضمن منشورات كلية الآداب والعلوم الإنسانية بجامعة محمد الخامس بالرباط سنة 2001، يتضمن جرداً شاملاً لمؤلفاته.

## وصلات خارجية
- حلقة خاصة عن حياة ونشأة المراكشي